# Volkswagen Escarabat

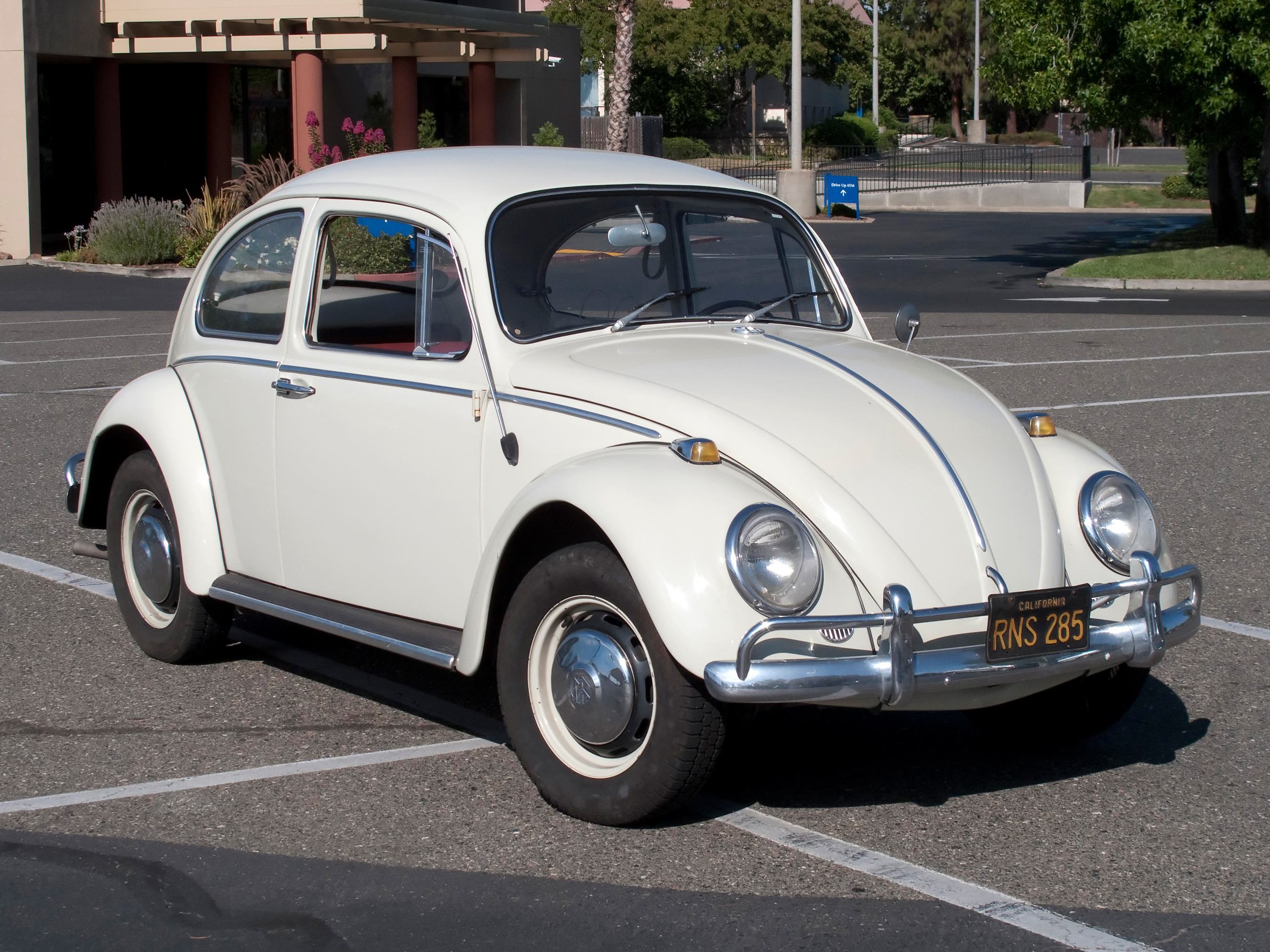
Volkswagen Escarabat de principis de 1966.

El Volkswagen Sedan, denominat també Volkswagen Tipus 1 i més comunament com Volkswagen Escarabat, és un automòbil de baix cost produït pel fabricant alemany Volkswagen entre els anys 1938 i 2003, exceptuant-ne l'època de la Segona Guerra Mundial. Fou el primer automòbil de la marca i van construir-se'n 21 milions, superant el Ford T com el model únic més venut en la història (models com el Volkswagen Golf i Toyota Corolla comprenen diverses generacions).
És un automòbil de quatre places amb motor darrer i tracció darrera, disponible amb carrosseries Sedan i descapotable de dues portes. L'Escarabat és un cotxe de culte en nombroses subcultures, com la hippie i la tuning. A tot el món existeixen clubs de propietaris i fans d'aquest model.
Tot i que inicialment s'anomenà "Volkswagen Sedan" o "Volkswagen Tipus 1" va rebre nombrosos renoms que després foren adoptats per Volkswagen en la seva publicitat i nomenclatura: Escarabat a l'Argentina, Xile, Colòmbia, Equador, Espanya, El Salvador, Paraguai, Perú i Veneçuela; Käfer a Alemanya, Peta a Bolívia, Fusca al Brasil i Uruguai; anomenat Pichirilo a l'Equador, Coccinelle a França, Cucaracha a Guatemala i Hondures, Maggiolino a Itàlia, Vocho a Mèxic i altres països del centre d'Amèrica, Tortuguita al Panamà, Garbus a Polònia, Volky a Puerto Rico, Cepillo a la República Dominicana, Kaplumbağa a Turquia, Жук a Rússia i Beetle o Bug als països angloparlants.

## Característiques tècniques

Il·lustració dels sistemes de refrigeració d'aire i fuita del motor.

Malgrat mantenir el mateix aspecte durant anys (aparentment, en el Volkswagen Tipus 1 entre 1954 i 1969 només s'havia modificat el capó posterior), en aquest període es van realitzar més de 2.500 canvis en el motor i en altres parts del cotxe.
L'Escarabat tenia motor i tracció posteriors, aquesta disposició mecànica és molt compacta, alliberant espai per als passatgers i l'equipatge, però presenta alguns desafiaments tècnics.
D'una banda la situació posterior del motor implica que necessàriament ha d'estar molt proper a les rodes, ja que en cas contrari restaria espai per a les places posteriors (cas d'emprar un motor central-darrere per davant de l'eix) o seria perjudicial per a l'estabilitat (en el cas d'utilitzar un motor posterior per darrere de l'eix). D'altra banda, la situació del motor encareix la refrigeració, ja que el radiador ha d'estar situat de manera que l'aire exterior hi impacti el que implica utilitzar un sistema més o menys complex de canalitzacions d'aire i bombament d'aigua.
Les solucions utilitzades en l'escarabat, van aprofitar sens dubte l'experiència en vehicles amb motor posterior de preguerra, des dels Rumpler Tropfenwagen fins als Standard Superior, però les van conjugar de manera única creant un grup motopropulsor mític per la seva robustesa i sobrietat.
Per afavorir el volum interior del cotxe, el motor se situava per darrere del tren posterior. No obstant això, per no comprometre l'estabilitat, la caixa del canvi, el diferencial i el propi motor formaven un transeix construït íntegrament en aliatge lleuger i molt compacte, afavorit per la disposició del motor boxer de quatre cilindres oposats, que el feien baix i curt reduint així el moment polar d'inèrcia. Gràcies a aquesta disposició boxer-longitudinal posterior del motor, s'aconseguia un comportament similar al dels motors posteriors situats per davant de l'eix sense comprometre el volum del seient posterior.
Aquest transeix compacte era en qualsevol cas tan pesat respecte de la massa total del cotxe, que no podia formar part de l'eix posterior a l'estil dels ponts amb caixa de canvi integrada dels enormes Hispano-Suiza, ja que faria ingovernable el vehicle per la relació entre la massa suspesa i la massa no suspesa. Per això l'Escarabat portava el transeix fixat sòlidament a la carrosseria i emprava una suspensió independent per permetre el moviment de les rodes. Aquesta solució emprada i patentada per primera vegada en el Rumpler Tropfenwagen, es basava en l'ús d'una suspensió per eixos oscil·lants en la qual els semieixos oscil·laven coberts per "trompetes" respecte del diferencial mitjançant una junta cardànica, però estaven fixats rígidament a la roda.
Per la refrigeració es va utilitzar un sistema per aire que evitava els problemes de la refrigeració per aigua en els motors posteriors. A diferència dels sistemes emprats en microcotxes fins a l'actualitat, utilitzava aire forçat mitjançant ventilador, possible gràcies a emprar bancades de només dos cilindres, la qual cosa permetia que l'aire refrigerés correctament els cilindres posteriors. Addicionalment un refredador de l'oli del motor (situat en la coberta del ventilador del motor) garantia la correcta temperatura de funcionament i la llarga vida del motor, optimitzat per un termòstat que evitava l'engegada del refredador d'oli amb el motor fred. Els models posteriors de carburador van oferir regulador de l'aire d'admissió ("estrangulador") automàtic.
L'aire d'admissió del motor passava a través d'un filtre metàl·lic, mentre que les partícules més pesades es filtraven mitjançant un bany d'oli. A partir de 1960, la direcció incloïa un amortidor hidràulic per absorbir irregularitats.
La carrosseria tenia dues portes, amb un parabrisa frontal pla. Comptava amb capacitat per a quatre passatgers i l'equipatge es podia guardar tant en el capó davanter com darrere dels seients posteriors. Oferia un coeficient aerodinàmic de 0.41; a aquest relatiu bon CX, contribuïa el racional disseny de la part posterior del cotxe. La carrosseria es fixava a un xassís gairebé pla (que incloïa un túnel estructural central) mitjançant divuit cargols. En les suspensions davantera i posterior destacava l'ús de barres de torsió, juntament amb barra estabilitzadora davantera - amb un sistema de suspensió independent en les quatre rodes. Certes característiques inicials van ser posteriorment revisades, incloent frens mecànics de tambor, la finestra posterior dividida, els indicadors de canvi de direcció i la caixa del canvi no sincronitzada. Altres característiques, com la seva forma general distintiva, es van mantenir pràcticament inalterats al llarg de tot el seu període de producció.
Indicatiu del disseny utilitari del cotxe, l'interior comptava amb superfícies metàl·liques pintades, una mica de metall cromat en l'espartana consola d'instruments circular (d'un sol rellotge), seients davanters ajustables, seient posterior abatible, vidres posteriors batents d'obertura opcional, reixetes de ventilació pivotants, i calefacció a través de col·lectors d'intercanvi aire-aire independents de la calor del motor.
Disposava d'un curiós sistema de projecció de l'aigua de neteja del parabrisa, ideat per evitar la complexitat i el cost d'utilitzar una bomba elèctrica addicional. La pressió necessària per bombar l'aigua procedia de la roda de recanvi del cotxe (situada en el maleter davanter), que s'havia d'inflar amb una sobrepressió determinada.
Al llarg de la seva producció, VW va comercialitzar el Tipus 1 amb una transmissió manual de quatre velocitats. A partir de 1961 (i gairebé exclusivament a Europa), es va oferir una versió opcional amb transmissió semiautomàtica "Saxomat": una transmissió manual de 4 velocitats regulars acoblat a un embragatge electromagnètic, amb un embragatge centrífug pel ralentí. Posteriorment (a partir de 1967 a Europa i 1968 als Estats Units), VW va oferir una transmissió semiautomàtica opcional (denominada "AutoStick"), que era un sistema manual de 3 velocitats acoblades a un embragatge electro-pneumàtic i a un convertidor de parell.
A partir de 1964, les carrosseries van tenir diverses modificacions, es va engrandir la grandària de les finestres laterals i del parabrisa davanter.
Els 65 anys que va durar la seva producció, el sedán va tenir diverses motoritzacions diferents. Aquestes van ser: 800 cc, 900 cc, 1100 cc, 1200 cc, 1300 cc, 1302 cc, 1303 cc, 1500 cc, 1600 cc de carburador i encesa amb platins, 1600 cc de carburador i encesa electrònica, 1600 cc amb carburador i encesa electrònica i amb convertidor catalític, 1600 cc d'injecció electrònica amb generador i convertidor catalític i, finalment, 1600 cc d'injecció electrònica amb alternador i convertidor catalític.
Mentre que l'aspecte general de l'Escarabat pràcticament no va canviar al llarg de la seva vida útil, va rebre més de 78.000 canvis successius durant la seva producció.

## Història

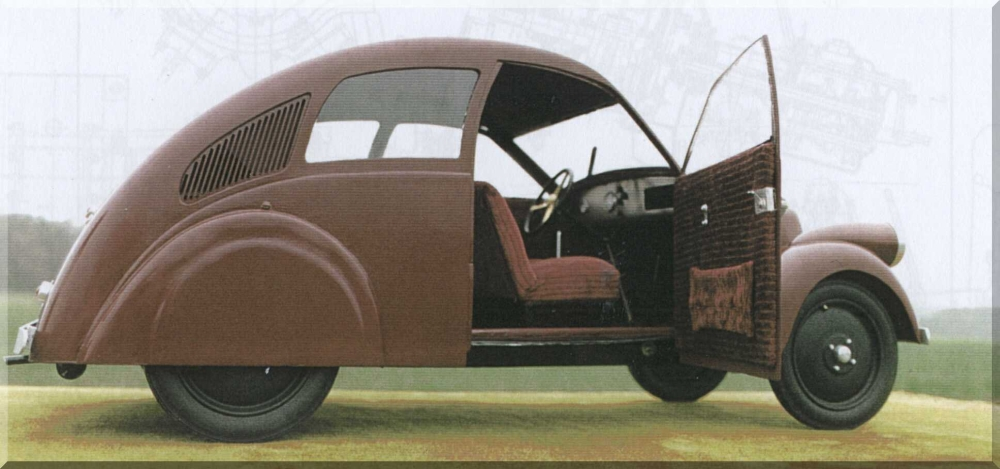
Porsche Tipus 12.

Els orígens d'aquest automòbil es remunten al 1925, quan Béla Barényi envià els seus conceptes a Maschinenbauanstalt Wien, amb marcades influències del Tatra T97 i del Porsche Tipus 12.

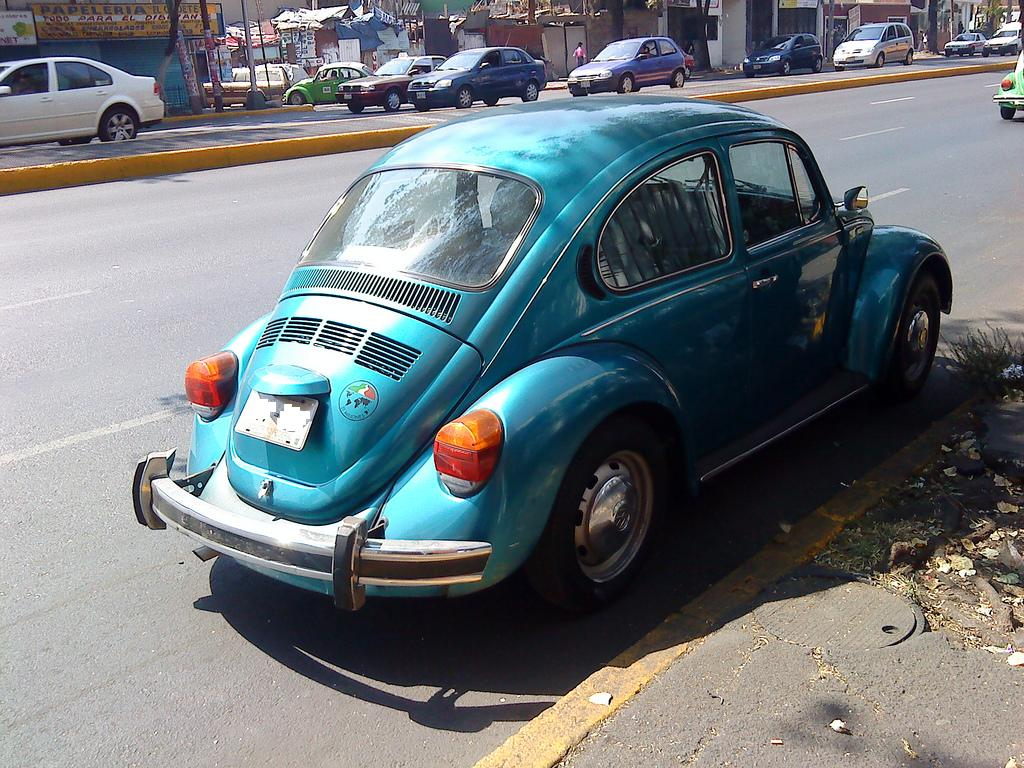
El Volkswagen Sedan edició commemorativa 21 Milions per a Mèxic (1993). Noteu el segell commemoratiu a la dreta de la tapa del motor.

Adolf Hitler, llavors canciller a Alemanya, ideà una xarxa d'autopistes dissenyades per unir tot el país per carretera ràpidament (després el sistema s'estendria fins a Suïssa i Àustria). Al principi es pensà que la velocitat màxima havia de ser de 160 km/h, tot i que finalment s'optà perquè fos il·limitada. Aquesta xarxa, que s'anomenaria Autobahn, estaria composta per calçades de tres carrils a cada sentit, amb una amplada mínima d'uns 2,5 m per carril; 60 cm de ciment sota la capa d'asfalt; corbes ben peraltades; barreres a ambdós costats de la calçada i un llarguíssim, etcètera. Però es trobà amb l'inconvenient que la majoria de la població germana no tenia automòbil. El nom que s'adoptaria al principi pel model seri KdF-Wagen, que significa "A la força per l'alegria" o "Força per mitjà de l'alegria".
El 1933 Hitler s'entrevistà amb Ferdinand Porsche per discutir sobre el desenvolupament d'un "Volkswagen" ("Vehicle de la gent o del poble") o més ben dit, un automòbil per al poble (a l'abast de l'economia popular), un vehicle bàsic que havia de ser capaç de transportar dos adults i tres nens a una velocitat màxima de 100 km/h (62 mph), i que hagués de costar no més de 990 Reichsmarks. El mateix Hitler li demanà que es fixés en la naturalesa per aconseguir una línia bella i aerodinàmica. Havia de tenir, a més, bones qualitats per aguantar el pitjor tracte imaginable; i ser de senzill manteniment.
Ferdinant formulà els paràmetres originals del Volkswagen molts anys abans d'ésser comissionat. Tanmateix, la seva producció va venir a ser finançadament viable quan fou recolzada pel Tercer Reich.

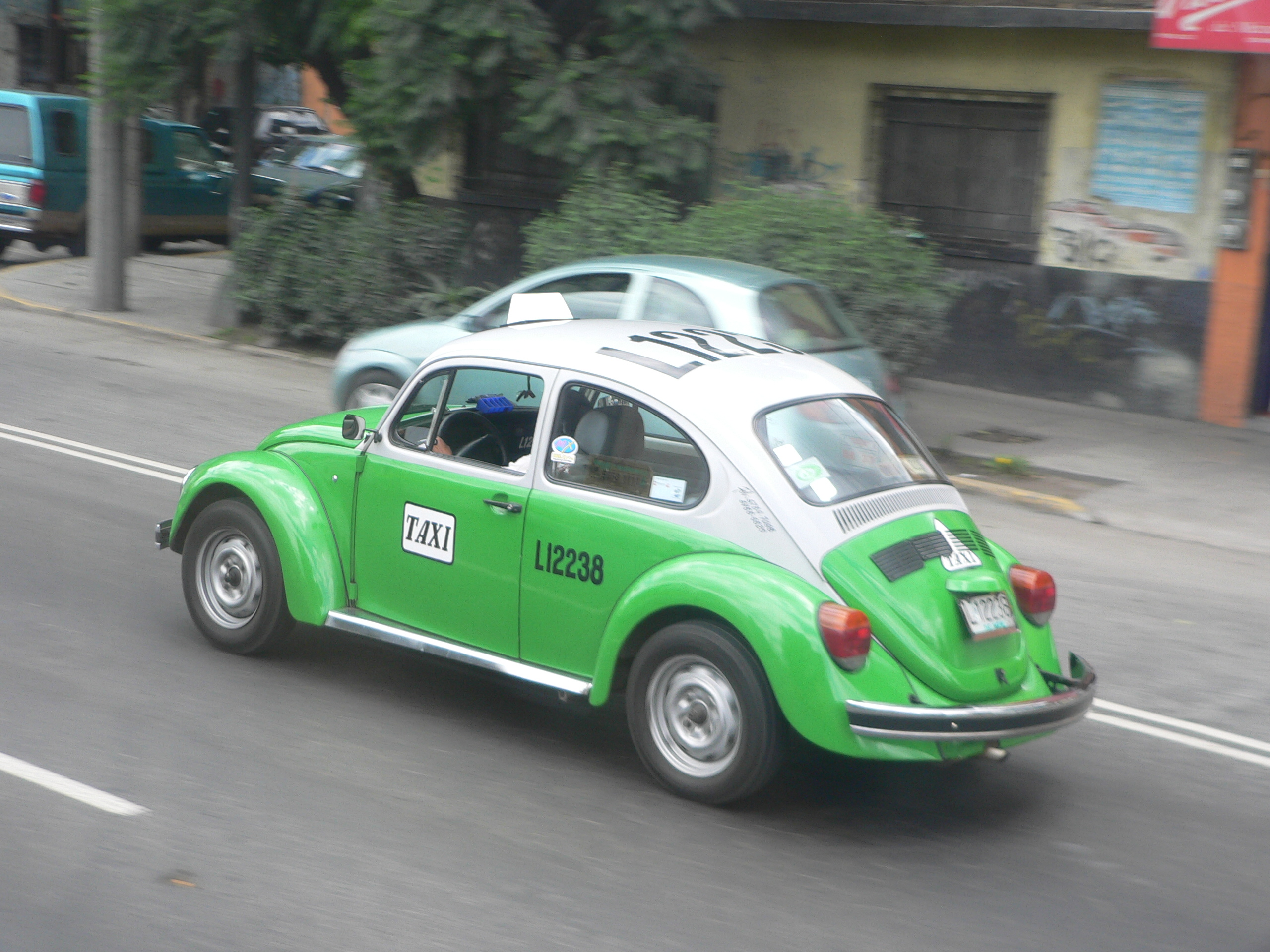
El Volkswagen Sedan fou el favorit dels taxistes de Ciutat de Mèxic. Per alguns anys més seguirà formant part del paisatge urbà de les ciutats d'aquest país.

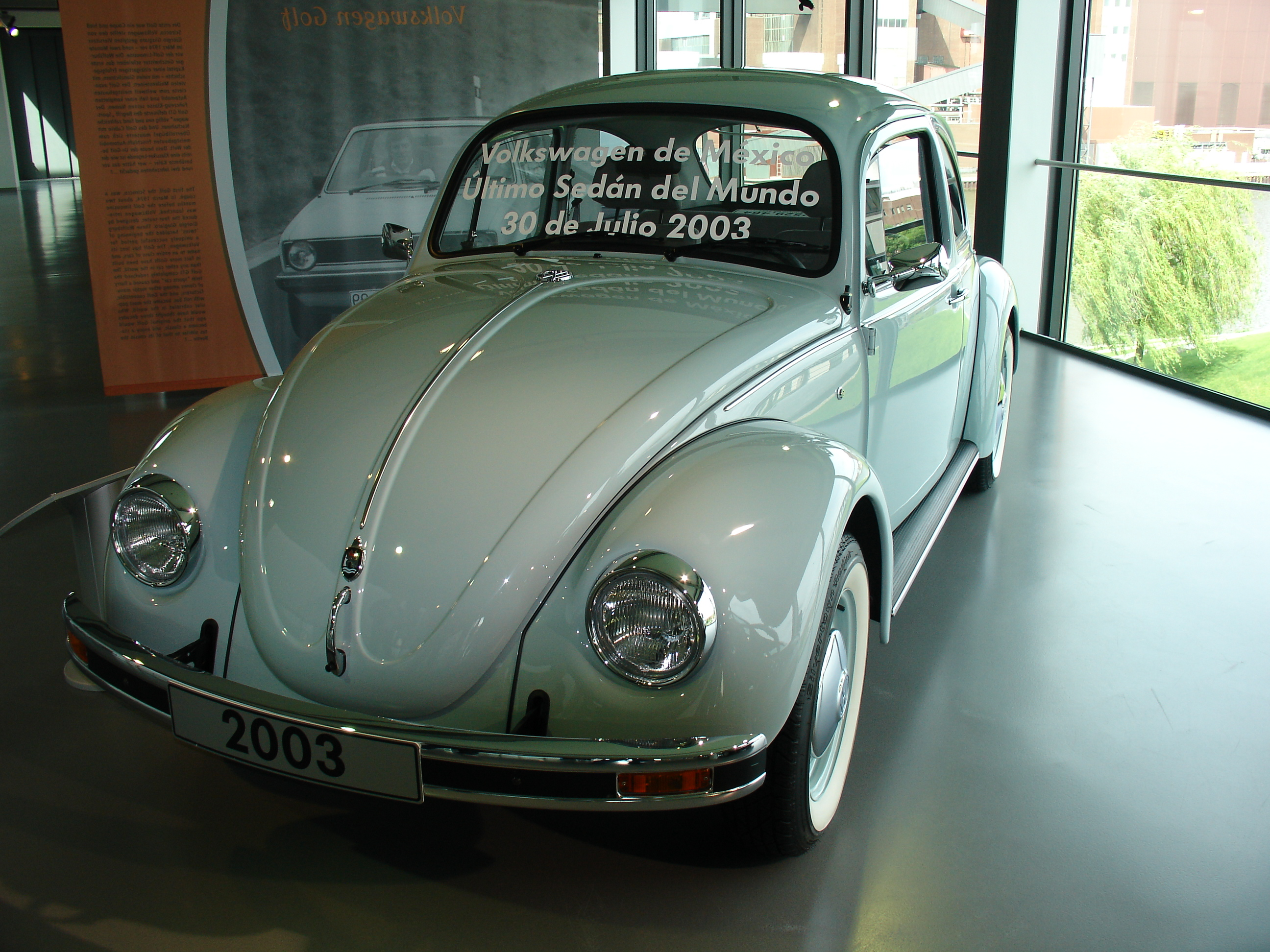
L'últim Volkswagen Sedan del món, fabricat a Mèxic al museu de Wolfsburg, Alemanya.

Erwin Komenda, cap de disseny de Porsche fou el responsable del disseny i estil de l'automòbil.
El xassis i la maquinària del Tipus 1 foren utilitzats en un gran nombre de vehicles militars incloent-hi el Kübelwagen -que després fou adaptat al Volkswagen Tipus 181 (conegut com a Thing als Estats Units i Safari a Amèrica del Sud)- i el vehicle amfibi Schwimmwagen construït en menor nombre.

### Models derivats del disseny inicial

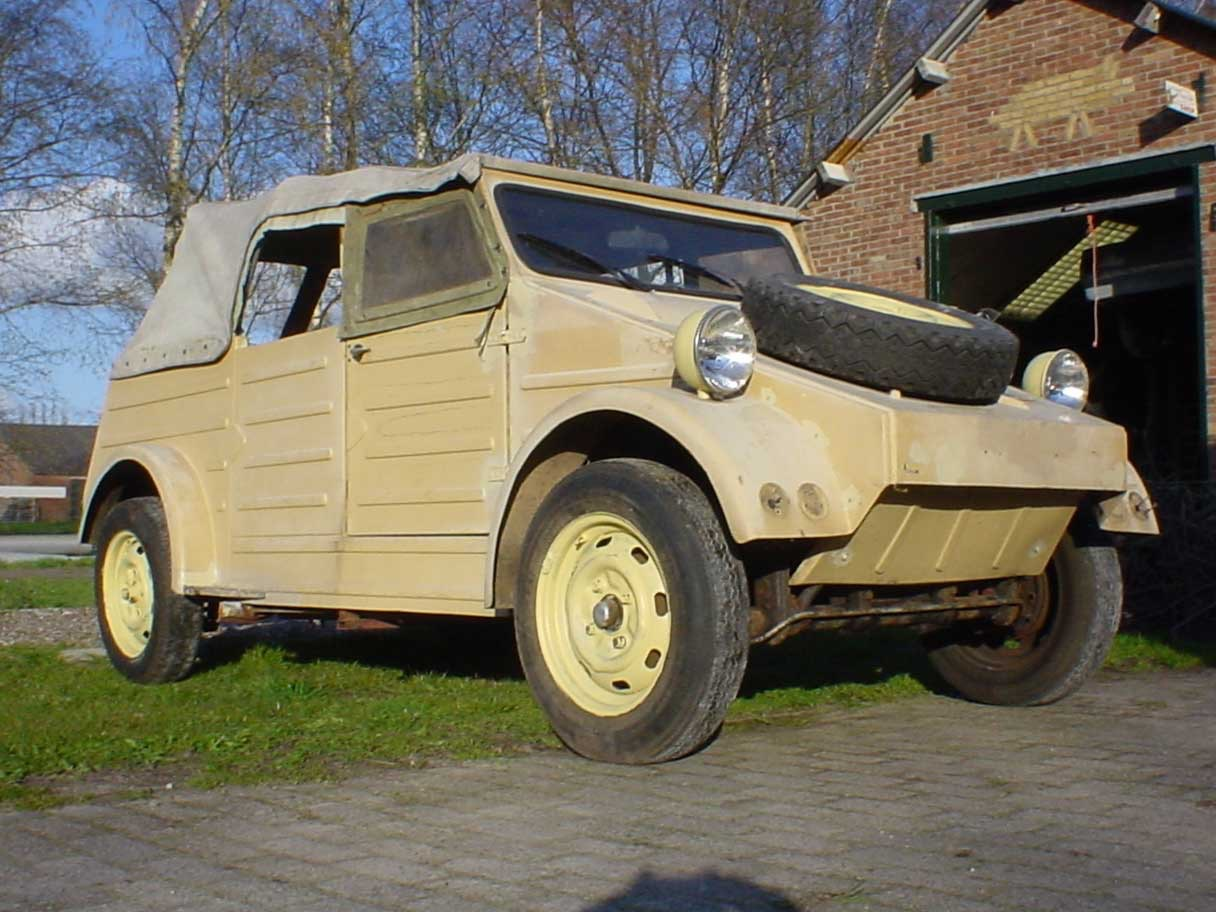
Volkswagen Kübelwagen, model militar basat en el KDF, predecessor del Volkswagen Safari.

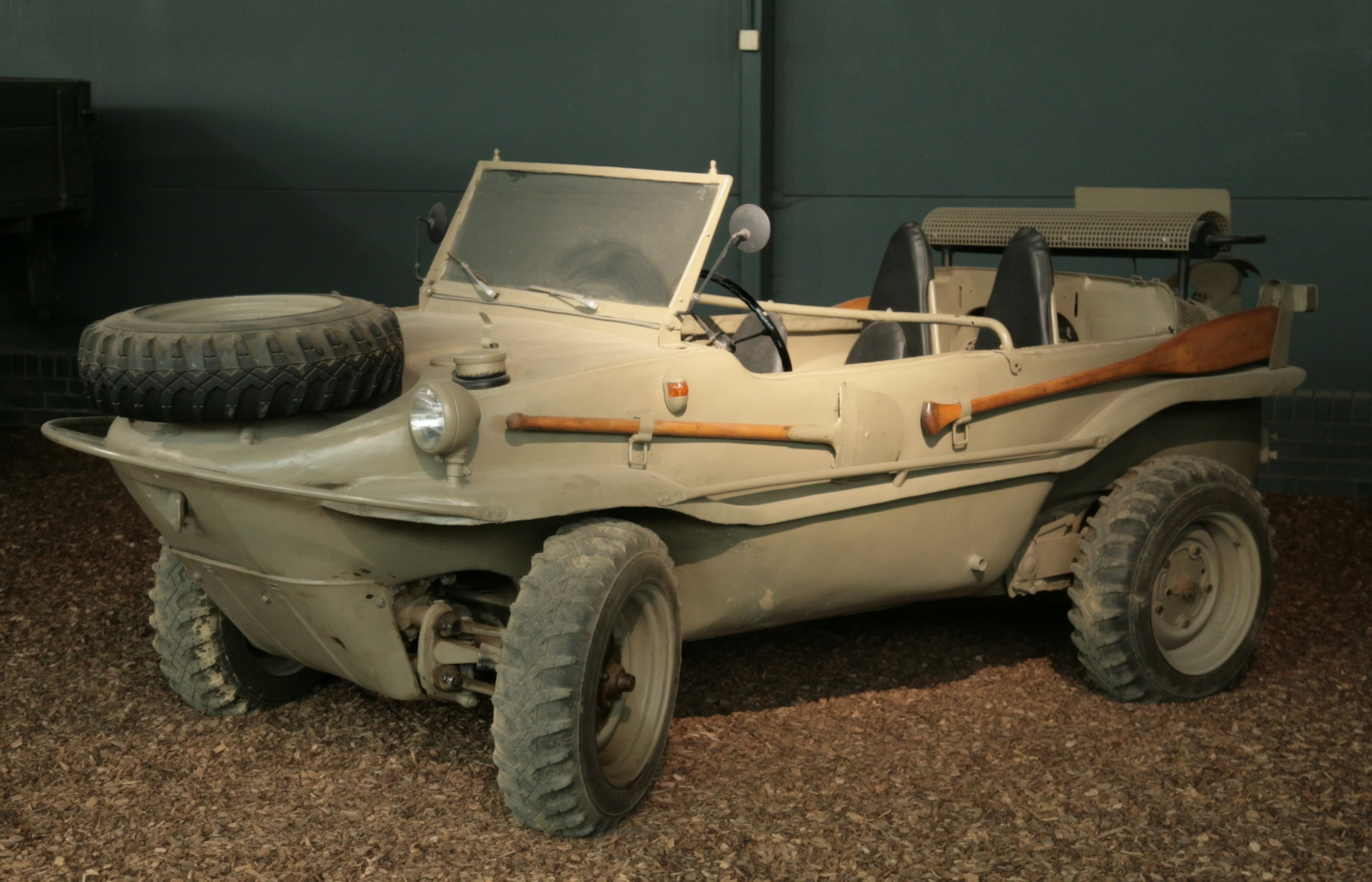
Schwimmwagen en el museu de la RAF.

El model militar basat en el KDF amb major producció va ser el Kübelwagen, del que es van fabricar més de 50.000 unitats durant la Segona Guerra Mundial. Fruit de l'enginy de Ferdinand Porsche, es tractava d'un tot terreny lleuger, que al contrari que el Jeep nord-americà, no disposava de quatre rodes motrius. Tant el motor com la tracció eren posteriors, la qual cosa no perjudicava massa el seu comportament en "camp a través", que va fer que sigui considerable la altura sobre el sòl, com al seu reduït pes. Al seu torn, va mostrar unes acceptables qualitats en terreny quan en els primers episodis de la guerra llampec (campanyes de Polònia i de França), la Wehrmacht va aprofitar les xarxes de carreteres existents per recórrer grans distàncies en molt poc temps. En la seva fabricació es va intentar prevaler la seva simplicitat i robustesa mecànica. Partint del motor Bòxer de quatre cilindres refrigerat per aire del KDF (que mostraria la seva idoneïtat tant en el calorós clima del Nord d'Àfrica com en el fred extrem de Rússia; de fet, un dels arguments al seu favor era que "l'aire ni es congela ni bull") i d'un xassís reforçat, el disseny de la carrosseria brillava per la seva senzillesa: xapes planes amb bandes de reforç estampades, parabrisa abatible i capota de lona. El mariscal Erwin Rommel va ser un dels primers comandaments alemanys a reconèixer la vàlua d'aquest petit vehicle, i va saber obtenir un màxim aprofitament de les seves qualitats en la guerra del desert.
Però el menys conegut i més extrem d'aquests models era el Schwimmwagen, que consistia en una variant del Kübelwagen amfíbia amb una hèlix abatible enllaçada directament al cigonyal del motor i que romania connectada merament per la força de l'hèlix contra l'aigua. Això era un gran avantatge en aigües poc profundes, ja que en cas de copejar-se amb una roca o amb el fons, l'hèlix es desacoblava passant per sobre de l'obstacle i tornava a caure en el seu lloc simplement pel seu pes. En cas de circular en terra, l'única precaució era desabatir l'hèlix per no arrossegar-la. Va ser un vehicle molt escàs en la seva producció a causa dels constants bombardejos sobre la fàbrica i a la falta de recursos, però fins i tot així, els experts concorden que va ser l'amfibi més simple i fiable de la Segona Guerra Mundial.

### Conflictes de la postguerra
Bona part del disseny del Tipus 1 s'assembla al Tatra de Hans Ledwinka, en particular del model T97, que posseïa les mateixes característiques del Tipus 1, el mateix tipus de motor, el perfil i el tipus de refrigeració. Tatra va presentar una demanda legal, però aquesta es va detenir quan Alemanya va envair Txecoslovàquia. El cas va ser reobert després de la Guerra i en 1961 Volkswagen va pagar a Tatra 3.000.000 de marcs alemanys en compensació, el que va penalitzar el desenvolupament del Tipus 1 al llarg de la dècada següent. Roy Fedden, més conegut pels seus treballs en motors amb distribució per vàlvula de camisa corredissa, va sol·licitar al setembre de 1943 una patent per a un vehicle idèntic en aspecte i disposició al VW Käfer. La va obtenir al juliol de 1945 (Pat GB570814).

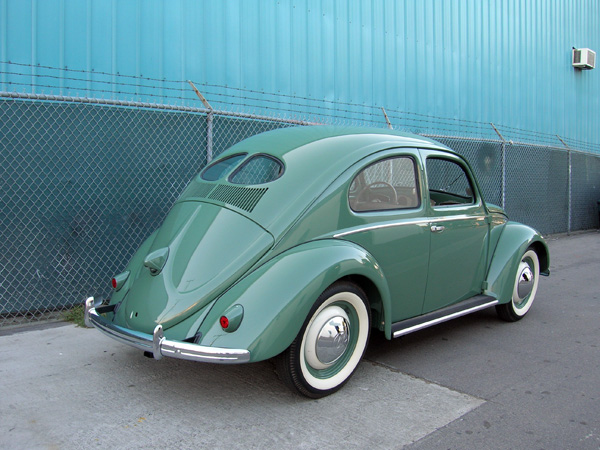
1949 Tipus 1 finestra dividida (1949).

La companyia Volkswagen deu en gran part la seva existència en la postguerra a l'oficial britànic Major Ivan Hirst (1916-2000). Després de la guerra, l'equip i tecnologia de la fàbrica van ser oferts als fabricants automotrius d'Anglaterra. No obstant això (i de manera curiosa) aquests van rebutjar la idea per considerar que el vehicle era «inferior tècnica i visualment», la qual cosa li faria inviable econòmicament, Roy Fedden va sol·licitar en 1943 una patent: GB570814, per a un vehicle igual al VW. Però els militars britànics pensaven de manera contrària, ja que després de l'exhibició -als seus alts comandaments- d'un dels pocs VW que quedaven, les qualitats tècniques i la superioritat del Volkswagen havien estat evidents. Es va encomanar llavors a Hirst el control de la planta (capturada inicialment pels nord-americans) amb l'encàrrec d'iniciar la construcció de 20.000 vehicles.
A causa que la planta havia estat severament danyada durant els bombardejos, la primera tasca de Hirst va ser la de llevar les bombes sense detonar, ja que després de perforar el sostre, algunes havien quedat allotjades entre les línies de producció, causant un gran dany d'haver esclatat. Després va manar reconstruir els edificis, va reinstal·lar màquines, premses i les línies de muntatge. Després d'aconseguir posar la planta en operació, va formar un equip de vendes i una xarxa de servei. En 1946 la planta produïa 1.000 vehicles al mes, i l'automòbil i la seva ciutat van canviar els seus noms a Volkswagen ("cotxe del poble") i Wolfsburg, respectivament. Els primers 1785 escarabats comercials van ser fabricats en 1945, i van exportar les seves primeres unitats als Països Baixos el 1947.

### L'Última Edició
Cap al 2003, la producció anual dels VW Tipus 1 va caure a 30.000 unitats, des del pic d'1,3 milions assolit en 1971. El 30 de juliol de 2003, l'últim Volkswagen Tipus 1 (el número 21.529.464) va ser fabricat en la planta assembladora de Volkswagen de Mèxic situada en la perifèria de la ciutat de Puebla, 65 anys després del seu llançament, i 58 anys de producció sense precedents en la història, des de 1945.

Volkswagen va anunciar aquesta mesura en el mes de maig, 
justificant-la pel nivell baix de demanda, fenomen que venia donant-se de forma gradual des de la segona meitat dels anys noranta. Per commemorar el comiat d'aquesta icona de la indústria automotriu, Volkswagen va llançar la "Última Edició" conformada per 3.000 unitats amb característiques úniques. El 30 de juliol de 2003, va sortir de la línia de producció l'últim automòbil que va ser immediatament enviat al museu de Volkswagen localitzat a Autostadt situat a Wolfsburg.
El penúltim vehicle fabricat (número 2.999 de l'última edició) es troba en el Pavelló de les carrosses al Vaticà, l'antepenúltim, i únic "última edició" vermell, va ser una comanda especial per a un directiu de la marca, i l'anterior a aquest es troba exhibit en el museu de la planta de Puebla, Mèxic.
Un mariachi va entonar "Las Golondrinas", un tema musical clàssic utilitzat per a un comiat, en aquesta ocasió musicalitzada per a l'últim VW Tipus 1 fabricat. La publicitat va presentar alguns anuncis amb cert to nostàlgic. En algun d'ells es mostrava un espai petit per estacionar, i algunes cotxes que tractaven infructuosament d'ocupar-lo, llavors es mostrava una frase dient: "És increïble que un cotxe tan petit deixi un buit tan gran".

## Altres models derivats del Tipus 1

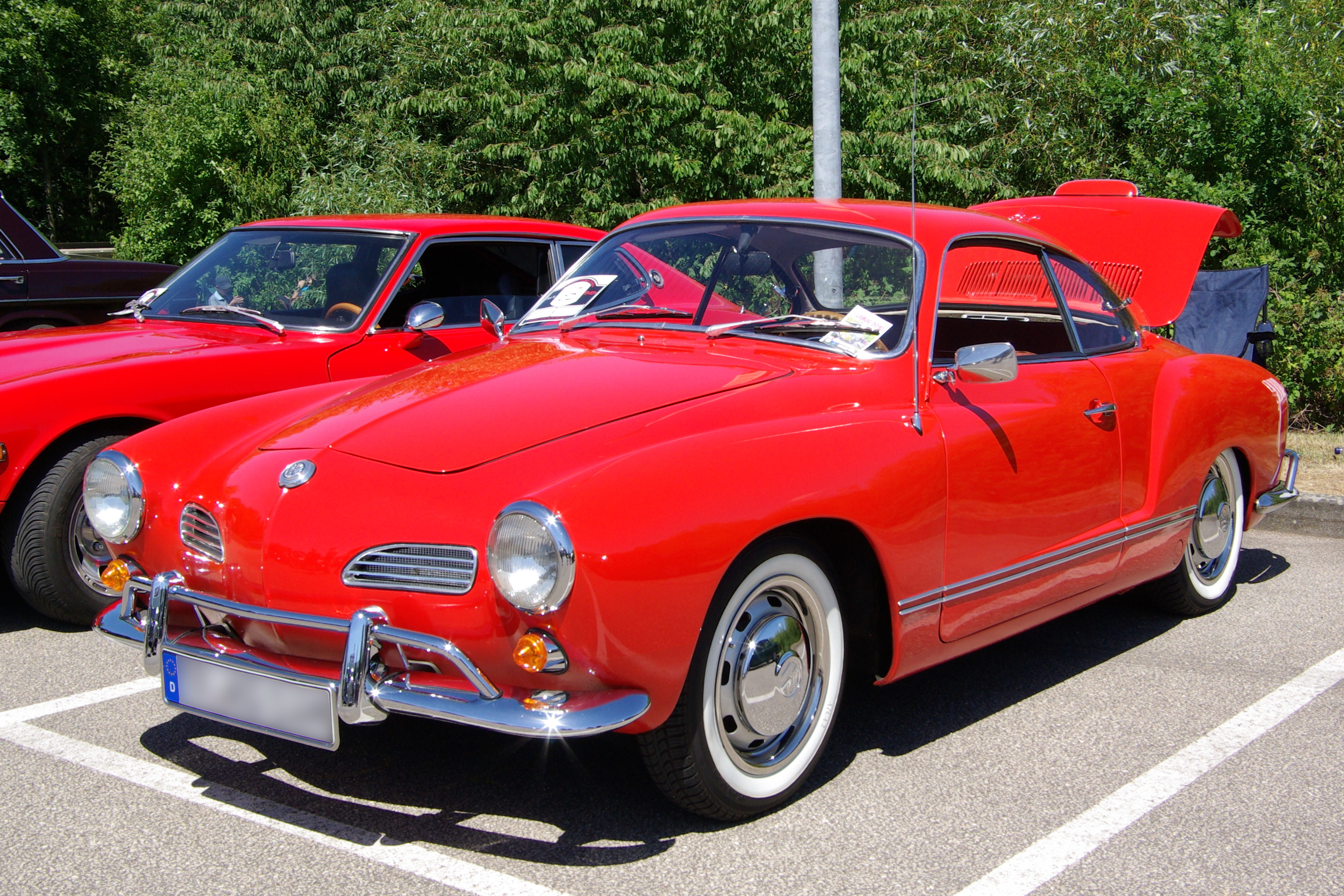
Volkswagen Karmann Ghia Cupè.

El Volkswagen Tipus 1, poc després de l'engegada efectiva de la seva producció, va generar algunes curioses variants, com camionetes i furgonetes amb necessitats de càrrega lleugera i de poc volum.
Durant els primers anys posteriors a la Segona Guerra Mundial, petites fàbriques van utilitzar com a base el disseny original de Volkswagen per desenvolupar les seves pròpies creacions, com el famós carrosser italià Ghia, sent en la seva majoria descapotables esportius biplaça, com el Volkswagen Karmann Ghia, que malgrat muntar el modest motor de l'Escarabat, gràcies a la seva depurada línia podia considerar-se amb caràcter general un esportiu. Va ser un èxit de vendes considerable entre els anys 1955 i 1974, especialment als Estats Units.
No obstant això, a través dels ajustos realitzats per empreses independents des de llavors, el cotxe es va convertir en models més luxosos, com els roadsters (el famós Hebmüller), i fins i tot automòbils cupè Stoll.

### Cabriolet

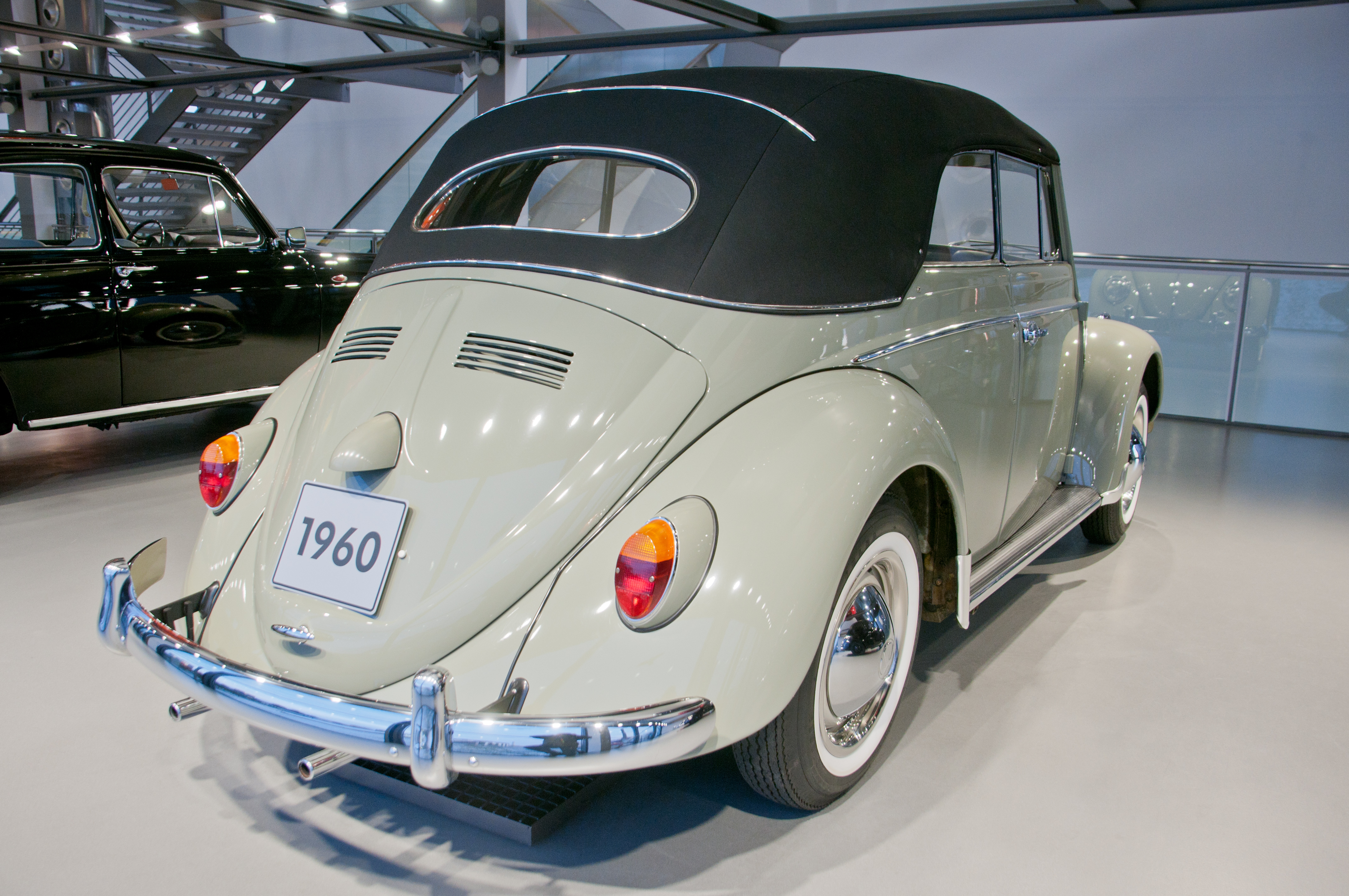
Volkswagen Cabriolet (1960).

El primer model descapotable es va llançar en 1949, un biplaça Hebmüller-Cabriolet que va ser produït fins a la fallida del fabricador o, segons altres fonts, la destrucció de la planta per un incendi en 1953. Hebmüller va fabricar a partir de març de 1949 un total de 696 exemplars, Avui dia són summament cobejats.
L'Escarabat Cabriolé 4 places (Tipus 15) va començar la seva producció en 1949 per Karmann a Osnabrück. Va ser en 1948 quan Wilhelm Karmann va comprar un sedán escarabat de Volkswagen i el va convertir en un convertible de quatre places. Després de presentar-ho amb èxit a Volkswagen a Wolfsburg, la producció va començar en 1949.
Després d'una sèrie d'alteracions estilístiques i tècniques fetes al cabriolé Karmann, (corresponents als molts canvis que es van fer en el Volkswagen Escarabat al llarg de la seva història), l'últim de 331.847 descapotables va sortir de la línia d'assemblatge el 10 de gener de 1980.

### Canvi semiautomàtic

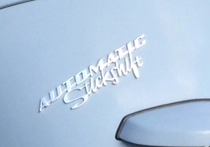
Rètol posterior d'un VW Semiautomàtic.

En 1968 es va llançar una edició limitada de 256 unitats semiautomàtiques que es van distribuir per tot el món. Aquesta edició limitada tenia la particularitat que en la part posterior del motor apareix el rètol "AUTOMATIC-Stickshift". Cap d'aquestes unitats es va quedar a la fàbrica d'Alemanya, es van vendre totes.

### Volkswagen New Beetle

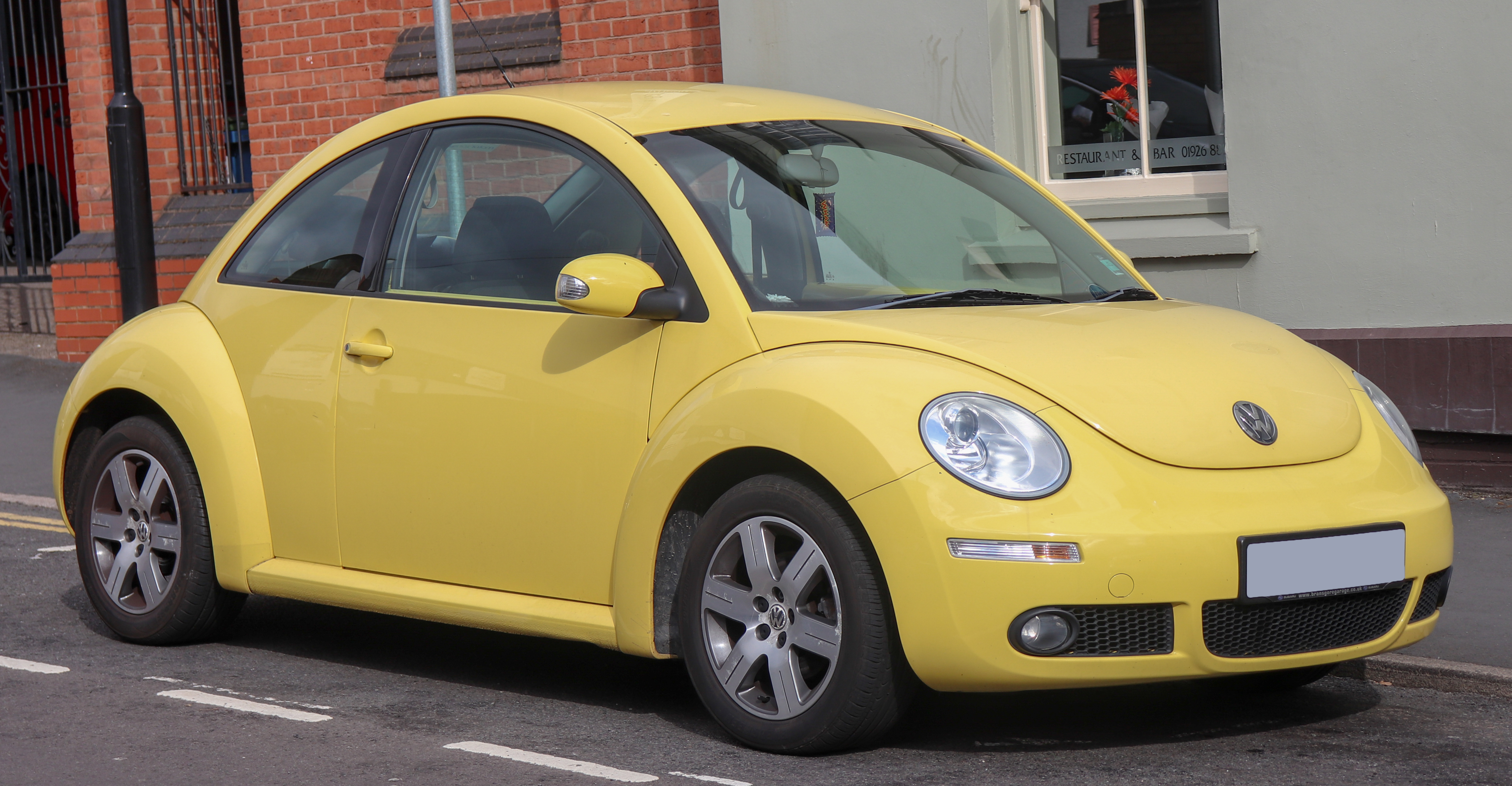
Volkswagen New Beetle.

Aquest automòbil va ser la novetat de 1998 en el Saló de l'Automòbil de Detroit, Estats Units, la presentació del qual va causar sensació entre els admiradors.
L'únic lloc on es va fabricar al món va ser en la planta de Volkswagen de Mèxic a Puebla, i va ser comercialitzat als Estats Units i el Canadà des d'abril de 1998 i per a Europa en 1999 i la resta del món.
La planificació del nou Escarabat va trigar quatre anys. El punt d'arrencada va ser el "Concept One", dissenyat a Califòrnia en 1994, a partir de les línies i estructura de l'antic escarabat, sens dubte l'automòbil més popular a tot el món des de la postguerra.
Cap al 1995, el departament d'enginyeria de la planta Volkswagen a Alemanya va determinar el concepte bàsic del nou automòbil, mentre que en l'assembladora de Puebla, a Mèxic, es muntava la línia de producció. Aquest nou Escarabat ofereix diversos avanços, ja que és un automòbil segur, ràpid, de potent motor i d'alt rendiment.
En 2012 surt a la venda amb un nou disseny, identificat com la segona generació del Beetle, tendint la seva línia formal més cap a l'antic Karmann Ghia que al Sedan Tipus 1.
Malgrat això, poques o cap de les qualitats del Volkswagen clàssic es conserven en aquests models. Contràriament a l'Escarabat clàssic, el New Beetle és un automòbil costós, esportiu, i poc personalitzable. El seu motor té refrigeració per aigua i se situa en la part davantera, per la qual cosa gairebé res conserva del seu predecessor, excepte la seva línia arrodonida, i el seu toc alegre i informal.
El model va deixar de comercialitzar-se l'any 2019. El 10 de juliol d'aquest any va sortir l'última unitat de la fàbrica de Puebla (Mèxic), posant fi a la trajectòria del model.

## El Volkswagen Tipus 1 en altres països

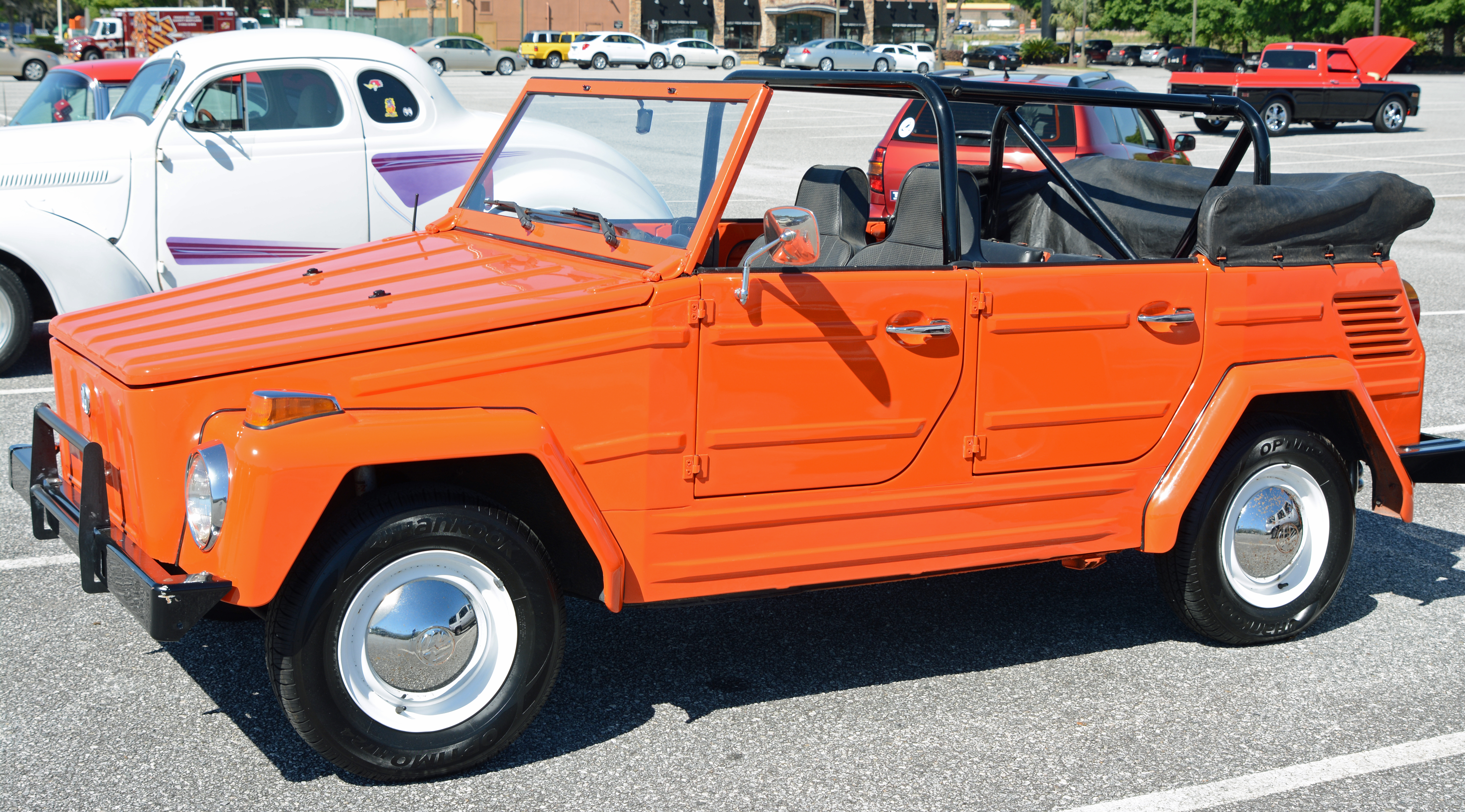
Volkswagen Safari model basat en els mateixos principis del Sedan o Tipus 1.

A diversos països es va produir o assemblar el Volkswagen Tipus 1, ja sigui per filials de Volkswagen, o per altres empreses que ho van fer sota llicència. Entre d'altres es troben: Alemanya; la seva terra d'origen, Austràlia, Brasil, Irlanda, Indonèsia, Mèxic, Perú, Nigèria, Tailàndia, Sud-àfrica i Veneçuela. Cal ressaltar que els Volkswagen Tipus 1 produïts a Mèxic i Brasil, la història dels quals es remunta a la primera meitat de la dècada dels anys 50, es caracteritzen per ocupar encara una posició molt important dins de la cultura d'aquests països. En tots dos casos, en els últims anys de fabricació el percentatge d'integració nacional (peces produïdes localment), va arribar a ser fins al 100 %, la qual cosa fins i tot va permetre exportar-los en grans quantitats, ja que la seva producció a Alemanya ja havia cessat l'any 1978.

## Rècord de producció

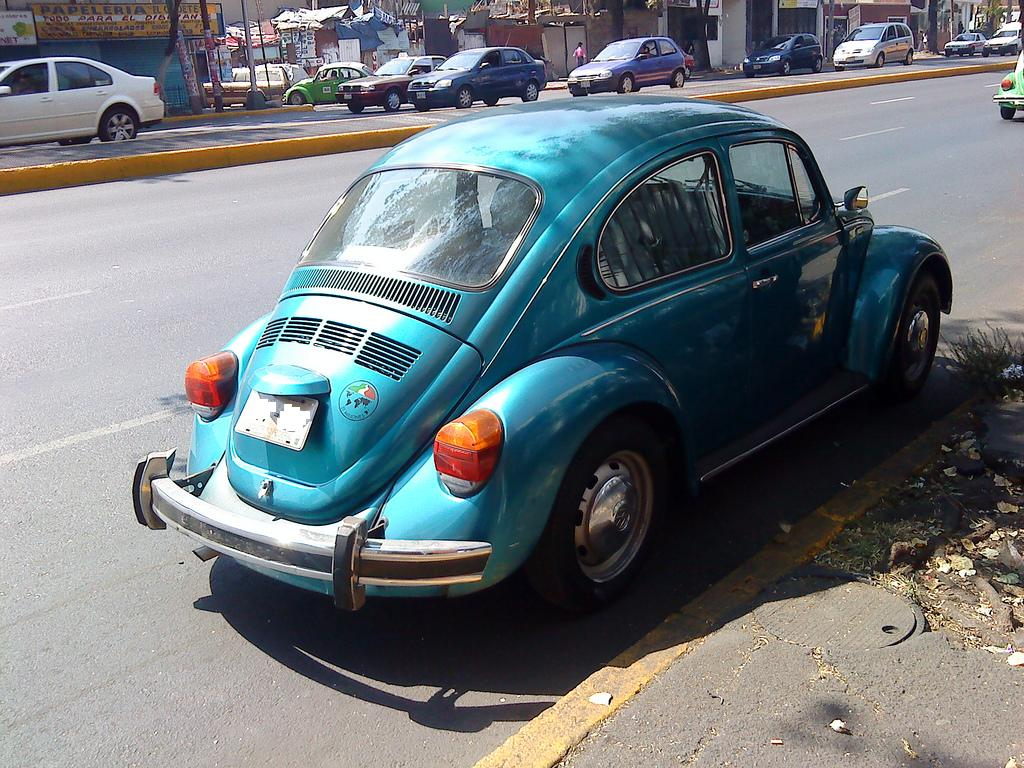
El «Volkswagen Sedan» edició commemorativa 21 Milions per Mèxic (1992). Vegeu el segell commemoratiu a la dreta de la tapa del motor.

En diverses ocasions el Volkswagen Tipus 1 va trencar rècords de producció. El primer d'ells va ser quan va superar en producció al Ford Model T el 17 de febrer de 1972 en produir-se la unitat número 15.007.034. A partir d'aquesta data històrica, el Volkswagen imposaria un rècord diari.
Al maig de 1981 la planta de Puebla, Mèxic, va produir el Volkswagen 20 milions, unitat que s'exhibeix en el museu de Wolfsburg, Alemanya (el VW 19.999.999 es va fabricar al Brasil i el 20.000.001 a Nigèria).
El 23 de juny de 1992 va ser quan el Volkswagen Tipus 1 va aconseguir els 21 milions de vendes a tot el món.
El 30 de juliol de 2003, va acabar la seva producció, la xifra total va aconseguir la quantitat de 21.529.464 unitats.
Totes aquests rècords de producció van meritar quan es produís una edició especial per a venda al públic i que en l'actualitat són peces de col·lecció.
A partir de 1996, la seva producció es va dur a terme en exclusiva per Volkswagen de Mèxic.

### Producció total
El Tipus 1 es va produir a Alemanya fins a 1978 amb carrosseria sedan, mentre que el descapotable va ser produït fins a 1979, encara que els últims models fabricats van sortir com a model 1980. Al Brasil es va suspendre la seva producció en 1986, reprenent-se en 1993 per mandat del llavors president Itamar Franco però la producció es va tornar a detenir (aquesta vegada per sempre al Brasil) en 1996, mentre que a Mèxic es va produir sense interrupcions des de 1954 fins al juliol de 2003.
Va haver-hi dos períodes en la història del sedan, en què Mèxic era l'únic país al món on es fabricava. El primer va ser de 1987 (després que la producció es va detenir a Brasil un any abans) fins al 1992 (quan la producció es va reprendre momentàniament); i el segon període va ser de 1997 fins a 2003.
| Any       | Producció | Acumulat   | Any  | Producció | Acumulat   | Any  | Producció | Acumulat   |
| --------- | --------- | ---------- | ---- | --------- | ---------- | ---- | --------- | ---------- |
| 1945-1949 | 86.190    | 86.190     | 1950 | 81.979    | 168.161    | 1951 | 93.709    | 261.870    |
| 1952      | 114.348   | 376.218    | 1953 | 151.323   | 527.541    | 1954 | 202.174   | 729.715    |
| 1955      | 279.986   | 1.009.701  | 1956 | 333.190   | 1.342.891  | 1957 | 380.561   | 1.723.452  |
| 1958      | 451.526   | 2.174.978  | 1959 | 575.406   | 2.750.384  | 1960 | 739.443   | 3.489.827  |
| 1961      | 827.850   | 4.317.677  | 1962 | 877.014   | 5.194.691  | 1963 | 838.488   | 6.033.179  |
| 1964      | 948.370   | 6.981.549  | 1965 | 1.090.863 | 8.072.412  | 1966 | 1.080.165 | 9.152.577  |
| 1967      | 925.787   | 10.078.364 | 1968 | 1.186.134 | 11.264.498 | 1969 | 1.219.314 | 12.483.812 |
| 1970      | 1.196.099 | 13.679.911 | 1971 | 1.291.612 | 14.971.523 | 1972 | 1.220.686 | 16.192.209 |
| 1973      | 1.206.018 | 17.398.227 | 1974 | 791.053   | 18.189.280 | 1975 | 441.116   | 18.630.396 |
| 1976      | 383.277   | 19.013.673 | 1977 | 258.634   | 19.272.307 | 1978 | 271.673   | 19.543.980 |
| 1979      | 263.340   | 19.807.320 | 1980 | 236.177   | 20.043.497 | 1981 | 157.505   | 20.201.002 |
| 1982      | 138.091   | 20.339.093 | 1983 | 119.745   | 20.458.838 | 1984 | 118.138   | 20.576.976 |
| 1985      | 86.189    | 20.663.165 | 1986 | 46.633    | 20.709.798 | 1987 | 17.166    | 20.726.964 |
| 1988      | 19.008    | 20.745.972 | 1989 | 32.421    | 20.778.393 | 1990 | 84.716    | 20.863.109 |
| 1991      | 85.681    | 20.948.790 | 1992 | 86.613    | 21.035.403 | 1993 | 104.710   | 21.140.113 |
| 1994      | 95.600    | 21.235.713 | 1995 | 33.361    | 21.269.074 | 1996 | 39.722    | 21.308.796 |
| 1997      | 35.678    | 21.344.474 | 1998 | 36.492    | 21.380.966 | 1999 | 36.446    | 21.417.412 |
| 2000      | 41.260    | 21.458.672 | 2001 | 38.850    | 21.497.522 | 2002 | 24.407    | 21.521.929 |
| 2003      | 7.535     | 21.529.464 |      |           |            |      |           |            |

## En la cultura popular

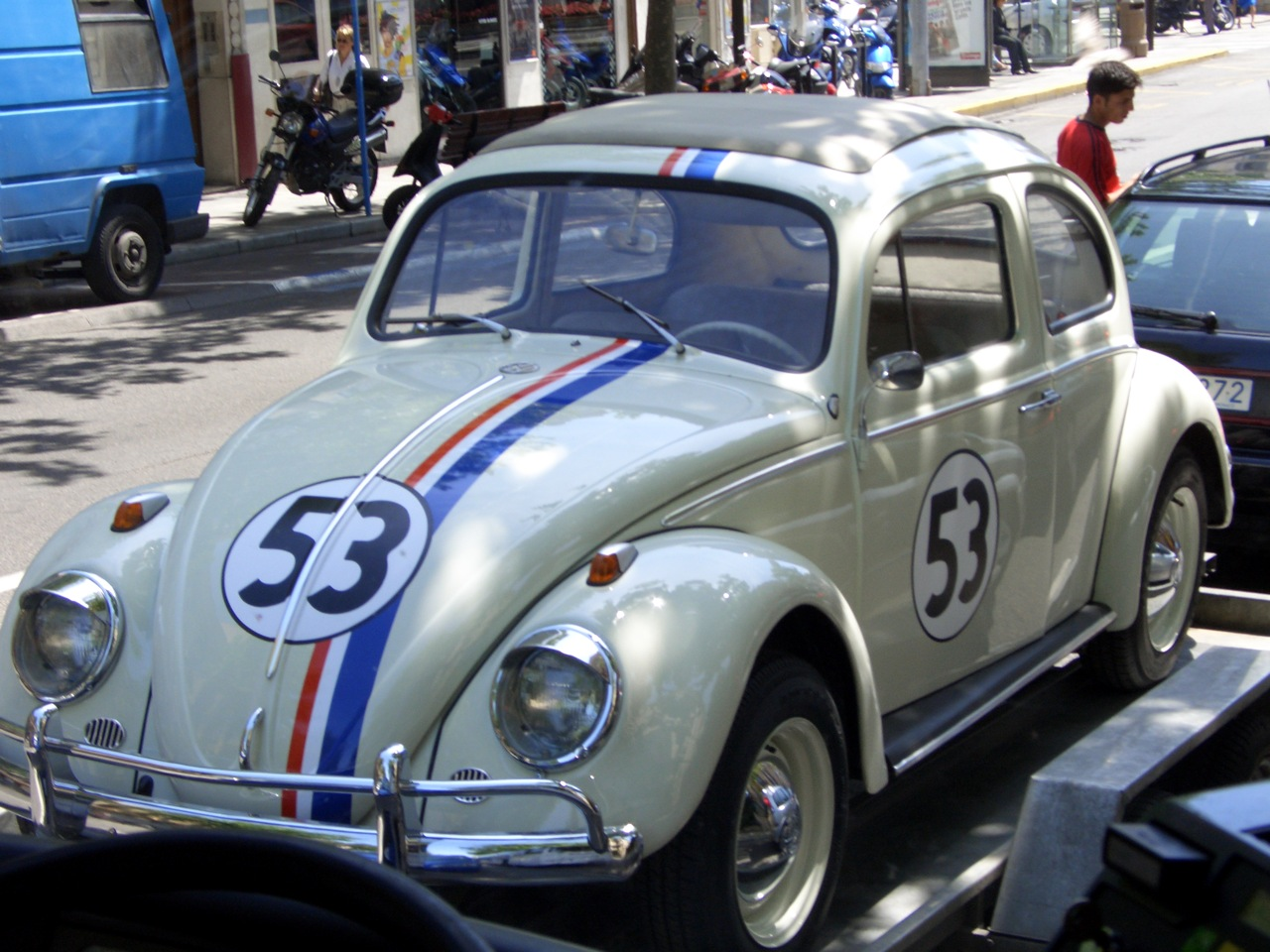
El Sedán es converteix en estrella del cinema. Disney va utilitzar el Volkswagen Escarabat per a la seva sèrie Herbie.

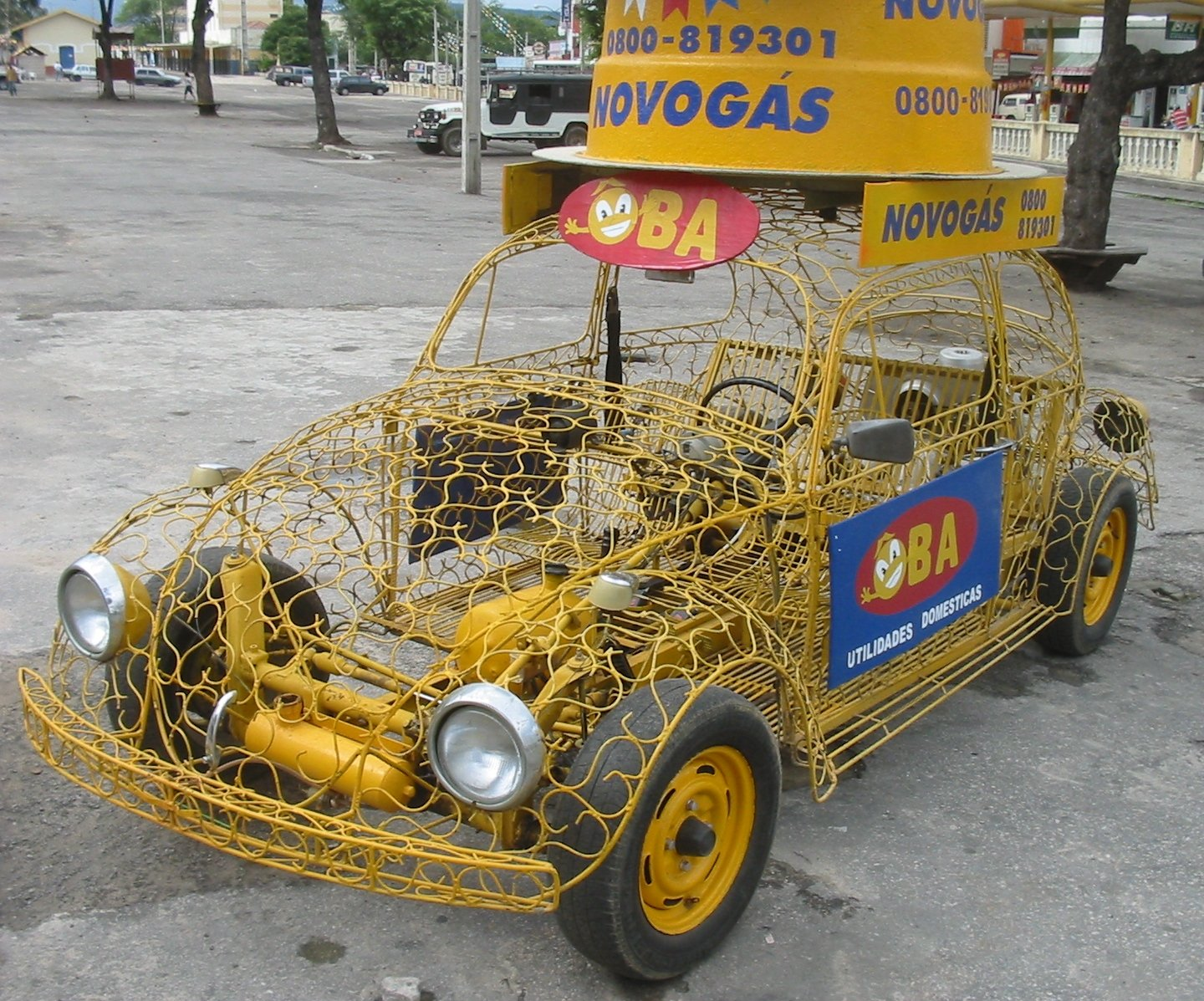
Un «Fusca» brasiler estilitzat.

Com els seus contemporanis el Mini, el Fiat 500 també anomenat Topolino i el Citroën 2CV, el Volkswagen Tipus 1 ha estat considerat una espècie d'automòbil "de culte" des de la seva associació amb el moviment hippie dels anys 1960, sobretot el Volkswagen Combi. Molts d'aquests automòbils eren pintats "psicodèlicament".
- El Volkswagen Tipus 1 ha aparegut en infinitat de pel·lícules de tot el món. Stanley Kubrick va utilitzar un en la seva pel·lícula The Shining. També, Kevin Bacon l'utilitzava com el seu cotxe personal en la pel·lícula Footloose, on interpretava a un adolescent rebel.

- En la sèrie animada transmesa entre 1984 i 1987 anomenada Transformers G1 i en la pel·lícula animada de 1986, és usat un Volkswagen Beetle de color groc com la manera alterna de l'Autobot Bumblebee, i més tard aquest model és reutilitzat en la pel·lícula spin-off de Transformers, Bumblebee.

- En la sèrie animada Wheelie and the Chopper Bunch el protagonista és precisament un Volkswagen Tipus 1 de color vermell antropomòrfic amb vida pròpia.

- Entre 1968 i 2005, un model de l'any 1963 de color blanc perla i amb el número 53 i bandes blava, vermell i blanc, de nom Herbie, va protagonitzar un paper estel·lar en la sèrie de pel·lícules de Disney.

- Un "Wunderkäfer" anomenat DuDu va aparèixer en una sèrie de pel·lícules per a nens a Alemanya.

- Durant els anys 70 el Tipus 1 va ser utilitzat artísticament per a la seva promoció. Diversos videojocs l'han inclòs, esmentant Beetle Crazy Cup de la desenvolupadora europea Infogrames (Atari) on aquest mateix i algunes de les seves variants són els protagonistes, i és a més un dels automòbils a escala que més han proliferat per tot el món.

- En la famosa caràtula del disc Abbey Road de The Beatles, en aquesta avinguda i on el quartet és captat per la foto, apareix un Volkswagen Escarabat blanc, el mateix que es troba en el Museu VW de Wolfsburg.